# Kukinia
Kukinia is een plaats in het Poolse district  Kołobrzeski, woiwodschap West-Pommeren. De plaats maakt deel uit van de gemeente Ustronie Morskie en telt 240 inwoners.